# Jean Breuer (cyclisme, 1919)
Pour les articles homonymes, voir Breuer (homonymie).
Jean Breuer, né le 14 décembre 1919 à Liège et mort le 6 novembre 1986 dans cette même ville, est un coureur cycliste belge. Il ne doit pas être confondu avec son homonyme allemand (de).

## Palmarès
- 1945
  - Liège-Marche-Liège
- 1947
  - 2e étape du Tour de Luxembourg
  - 5e de la Flèche wallonne
- 1950
  - Tour de Hesbaye
  - 10e étape du Tour d'Allemagne
  - 10e de la Flèche wallonne
- 1951
  - 3e du Tour de Cologne
  - 3e de Paris-Saint-Étienne

### Résultats sur les grands tours

#### Tour de France
2 participations
- 1947 : 45e
- 1949 : éliminé (4e étape)

#### Tour d'Espagne
1 participation
- 1948 : 19e